# Synalpheus demani
Synalpheus demani is een garnalensoort uit de familie van de Alpheidae. De wetenschappelijke naam van de soort is voor het eerst geldig gepubliceerd in 1900 door Borradaile.